# 关万里
关万里（1912年—1983年），号松山老人，男，广东顺德人，中国画家，曾任中国美术家协会理事，澳门美术研究会副主席。